# Georg von Braun
Georg von Braun, född 21 mars 1886 i Istrum, Skara, död 23 augusti 1972 i Täby, var en svensk militär och ryttare.
Georg von Braun var officer vid Gotlands artilleriregemente och genomgick kort efter 1904 Strömsholms stallmästarkurs. Med tiden blev han en utomordentlig ryttare. 
Han uttogs att representera Sverige vid olympiaderna i Antwerpen 1920 i fälttävlan och i prishoppning vid olympiaden i Paris 1924. Han deltog även i Nordiska ryttartävlingarna 1923. Förutom lokala tävlingar vann han totalt 69 pris i offentliga tävlingar, varav 23 segrar. 
Han blev olympisk guldmedaljör 1920.
1928 transporterades han till Göta artilleriregemente.
1931 major i armén, 1942 överste i Stockholms luftvärnsregementes reserv. Avsked 1950.